# تپه منبره
تپه منبره مربوط به دوران‌های تاریخی پس از اسلام است و در شهرستان بوئین‌زهرا، روستای منبره واقع شده و این اثر در تاریخ ۱۹ مهر ۱۳۷۸ با شمارهٔ ثبت ۲۴۶۳ به‌عنوان یکی از آثار ملی ایران به ثبت رسیده است.